# 唐仁大塚古墳
唐仁大塚古墳（とうじんおおつかこふん、唐仁1号墳）は、鹿児島県肝属郡東串良町新川西にある古墳。形状は前方後円墳。唐仁古墳群（国の史跡）を構成する古墳の1つ。
鹿児島県では最大、九州地方では第3位の規模の古墳で、4世紀末（古墳時代中期初頭）頃の築造と推定される。

## 概要
| 古墳群 | 古墳名       | 形状         | 墳丘長   | 築造時期         |
| ------ | ------------ | ------------ | -------- | ---------------- |
| 生目   | 生目1号墳    | 前方後円墳   | 120m以上 | 4c前半 (4c後半?) |
| 生目   | 生目3号墳    | 前方後円墳   | 137m     | 4c中葉           |
| 生目   | 生目22号墳   | 前方後円墳   | 100m以上 | 4c後半           |
| 唐仁   | 唐仁大塚古墳 | 前方後円墳   | 154m     | 4c末             |
| 西都原 | 男狭穂塚古墳 | 帆立貝形古墳 | 176m     | 5c前半           |
| 西都原 | 女狭穂塚古墳 | 前方後円墳   | 176m     | 5c前半           |
| (単独) | 横瀬古墳     | 前方後円墳   | 134m     | 5c中葉           |

鹿児島県東部、大隅半島東岸の志布志湾沿岸部の、肝属川の下流左岸の旧期砂丘帯（大塚砂洲）上に築造された大型前方後円墳である。この地域では約130基の古墳で構成される大規模な唐仁古墳群の築造が知られ、古墳群中最大の本古墳はその中心的位置づけにある。現在は墳頂に大塚神社が鎮座し、1992年（平成4年）には墳丘の測量調査が実施されている。
墳形は前方部が未発達の柄鏡形の前方後円形で、前方部を南方に向ける。現在に段築は見られないが、墳丘は3段築成とされる。墳丘長は約140メートル（近年の文献では154メートル）を測り、鹿児島県では最大、九州地方では第3位の規模になる。墳丘外表では葺石が認められるが、埴輪は見つかっていない。墳丘周囲には周濠が巡らされており、周濠を含めた古墳総長は185メートルに及ぶ。埋葬施設は竪穴式石室で、後円部墳頂の大塚神社の下には石室の蓋石5枚が露出する。石室は墳丘主軸と平行方向とし、長さ3.6メートル・幅1.2メートル・高さ0.85メートルを測り、その内部に長さ2.75メートル・幅0.87メートルの砂岩製舟形石棺が据えられていた。この石室からは横矧板鋲留短甲などが検出されている。また竪穴式石室以外の埋葬施設として、竪穴式石室とは直交方向の箱式石棺1基も認められている。
この唐仁大塚古墳は、古墳時代中期初頭の4世紀末頃の築造と推定される。唐仁古墳群は大塚古墳を契機として営造が始まっており、1号墳（大塚）→100号墳（役所塚）→16号墳（薬師堂塚）の順で首長墓系譜をなす。また南九州地方では、生目古墳群（宮崎県宮崎市）に後続し、西都原古墳群（宮崎県西都市）の男狭穂塚古墳・女狭穂塚古墳に先行する盟主墳に位置づけられ、築造当時としては九州地方で最大規模の古墳になる。
大塚古墳含む唐仁古墳群の古墳域は、1934年（昭和9年）に国の史跡に指定されている。なお、唐仁古墳群の北方では大型前方後円墳の横瀬古墳（大崎町、墳丘長132メートル）の所在が、南方では日本最南端の前方後円墳を含む塚崎古墳群（肝付町）の分布が知られる。

## 遺跡歴
- 明治末期には存在認知[5]。
- 1923年（大正12年）、瀬之口伝九郎が報告[5][4]。
- 1928年（昭和3年）、竪穴式石室の開蓋調査[8]。
- 1934年（昭和9年）1月22日、唐仁古墳群が国の史跡に指定[6]。
- 1992年（平成4年）、墳丘測量調査（東串良町教育委員会）[2][4]。

## 墳丘
墳丘の規模は次の通り。
|          |        | 測量調査値 （1992年） | 橋本案 （2006年） |
| -------- | ------ | --------------------- | ----------------- |
| 墳丘長   | 墳丘長 | 140m                  | 154m              |
| 後円部   | 直径   | 65m                   | 77m               |
| 後円部   | 高さ   | 10.7m                 | 12m               |
| くびれ部 | 幅     | 28m                   | -                 |
| 前方部   | 長さ   | 70m                   | -                 |
| 前方部   | 幅     | 36m                   | 38m               |
| 前方部   | 高さ   | 4m                    | 4m                |

墳丘長に関しては1992年（平成4年）の測量調査では現況140メートルとされるが、墳端の削平を考慮して推定復元154メートルとする説が挙げられており、近年の文献ではこの値が散見される。

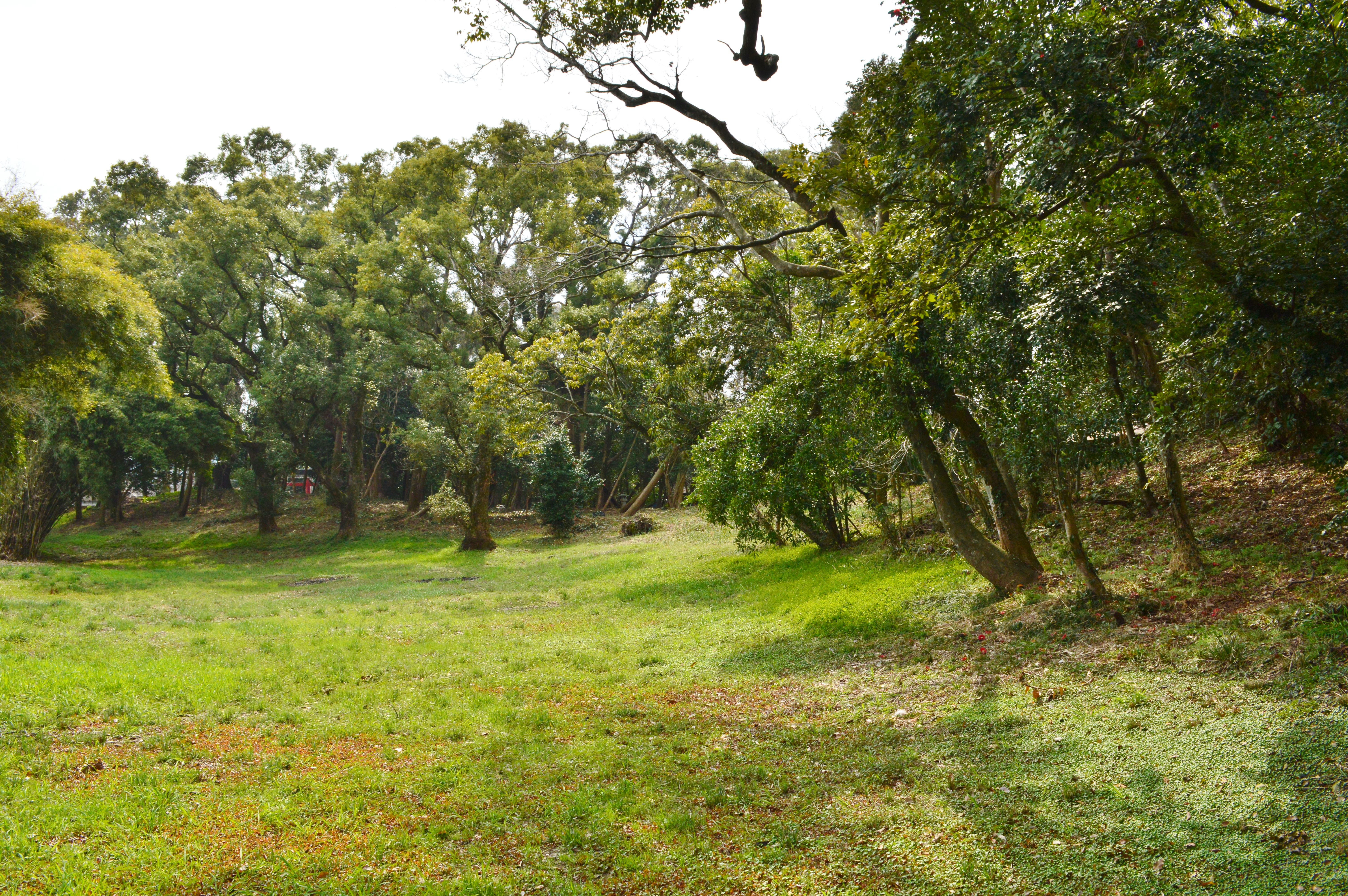
周濠から望む墳丘 右に後円部、左奥に前方部。
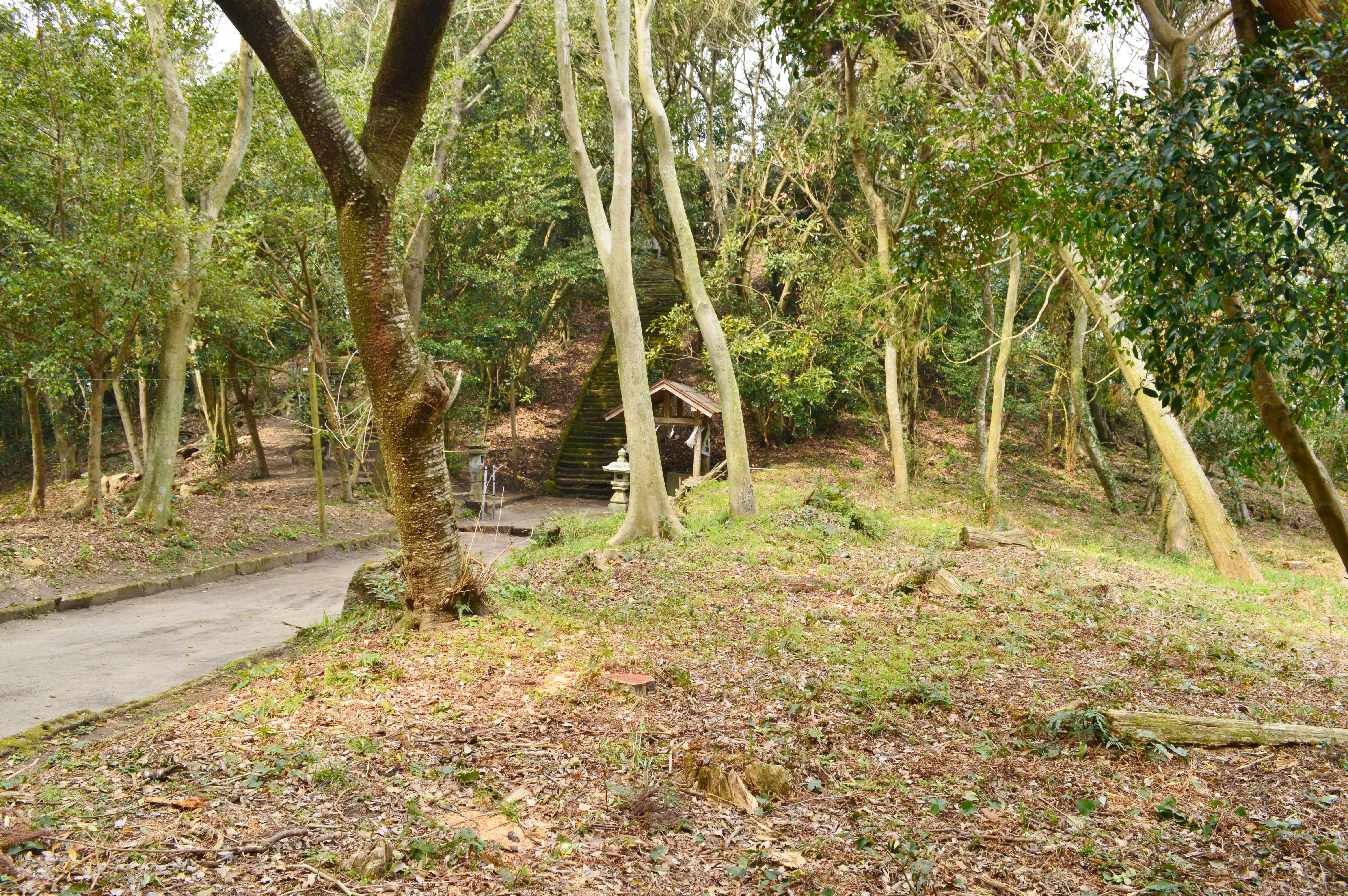
前方部から後円部を望む
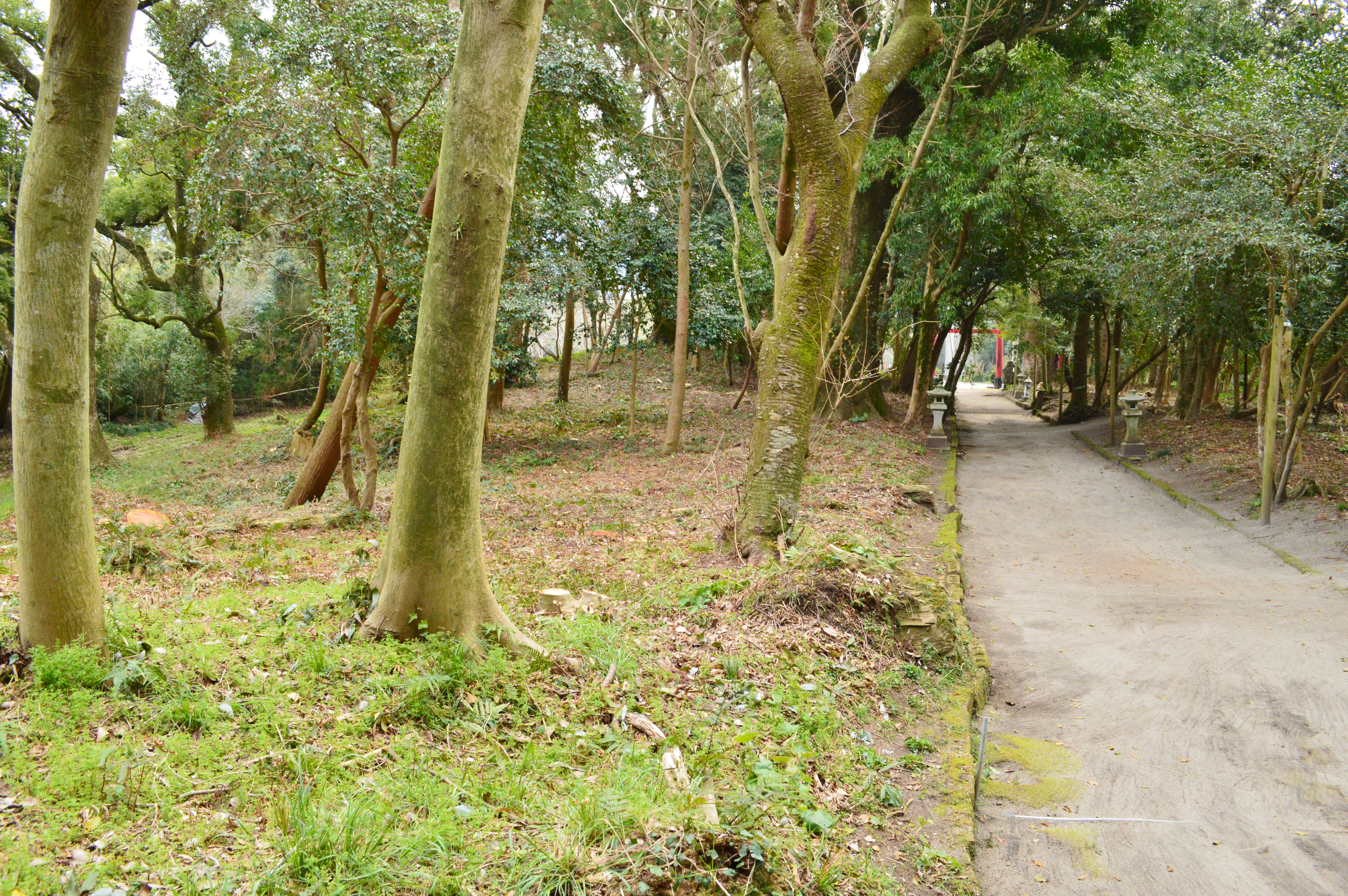
後円部から前方部を望む
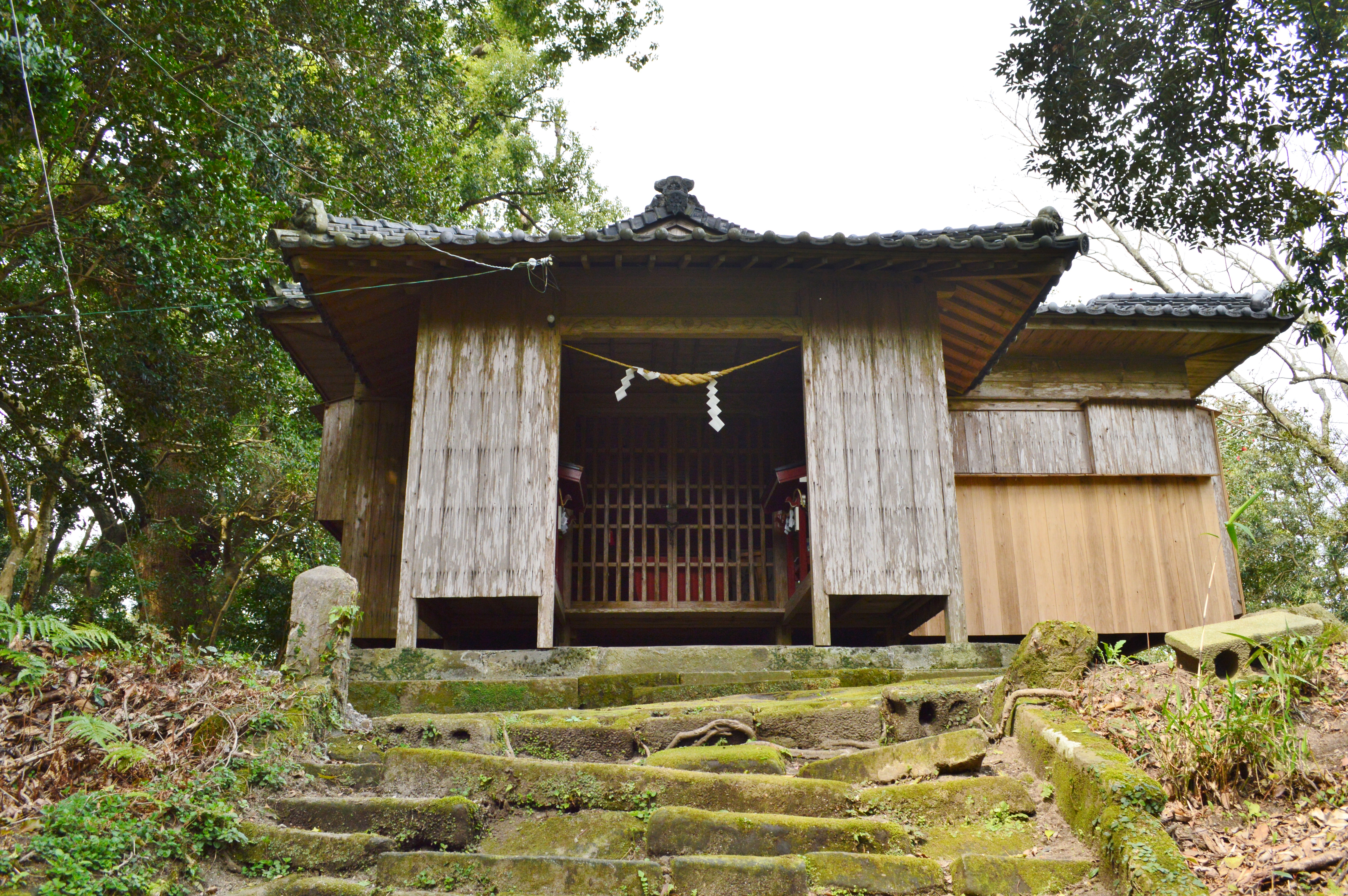
後円部墳頂の大塚神社
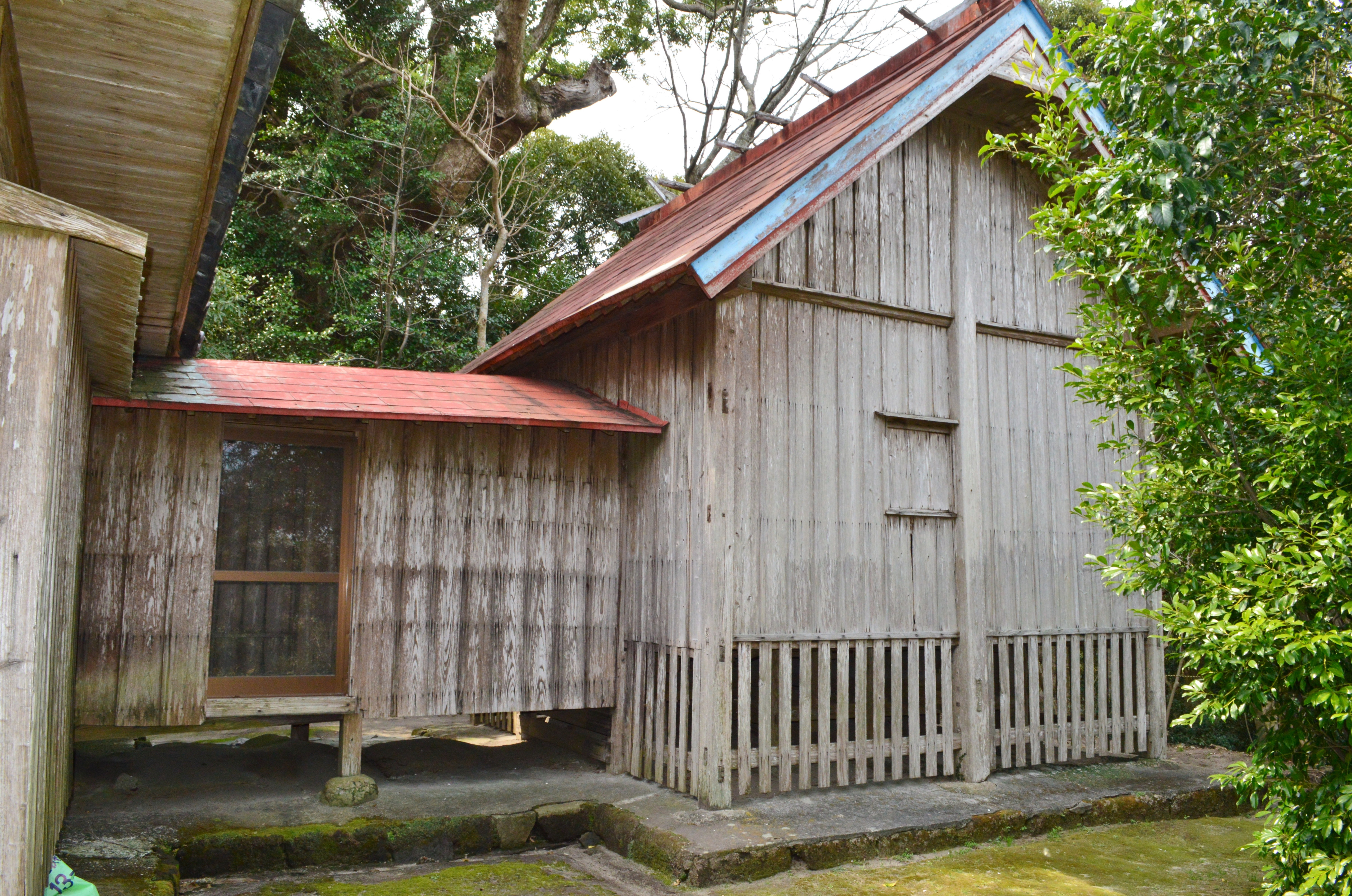
大塚神社本殿 本殿前に接続する幣殿の下に石室が所在。
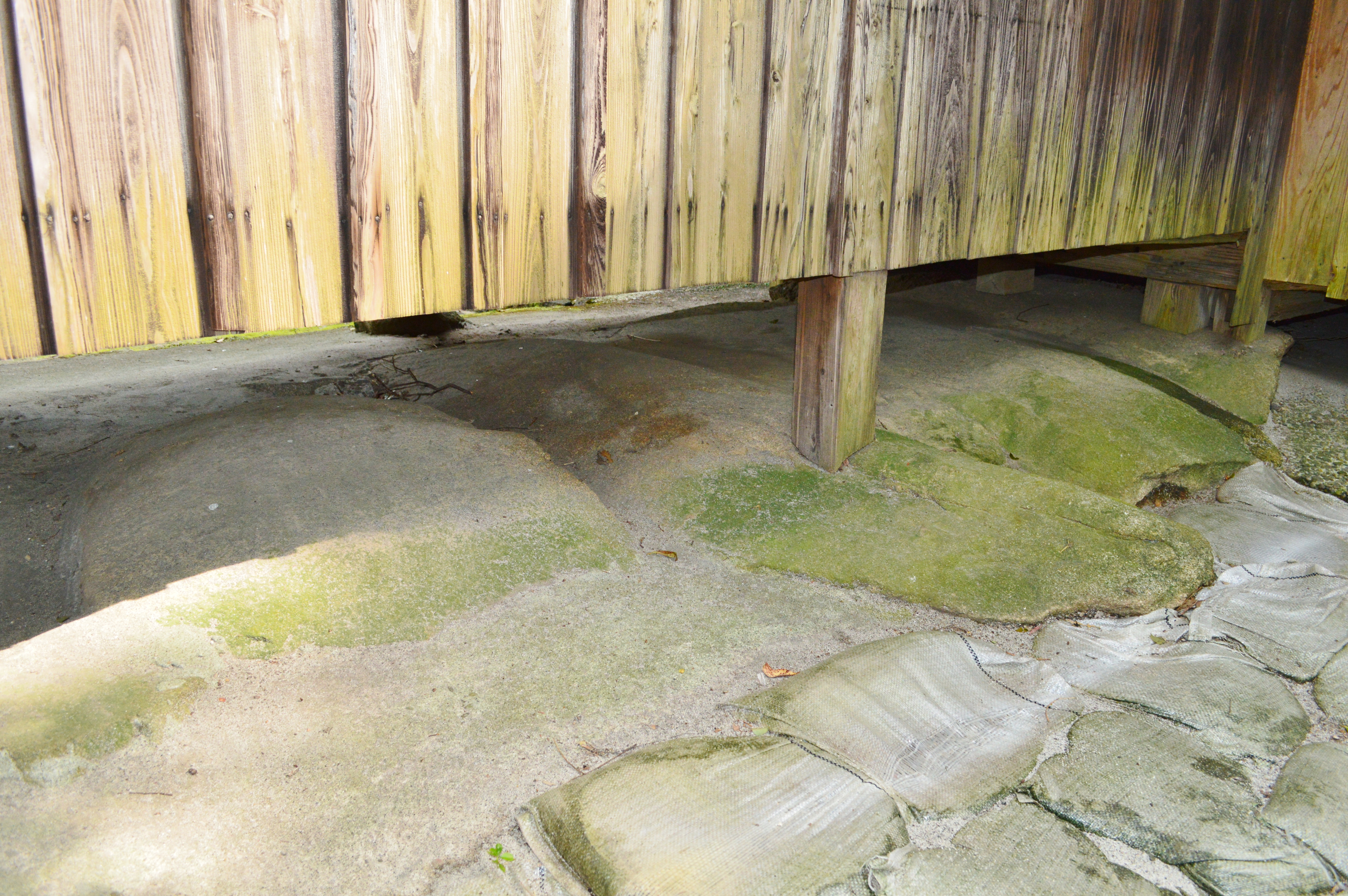
竪穴式石室天井石

## 関連文献
（記事執筆に使用していない関連文献）
- 『唐仁古墳群 -1号墳（大塚古墳）の墳丘測量-（東串良町埋蔵文化財調査報告書 1）』東串良町教育委員会、1992年。 - リンクは奈良文化財研究所「全国遺跡報告総覧」。